# Соколов, Иван Алексеевич
Ива́н Алексе́евич Соколо́в (1717—1757) — русский гравёр на меди. Главный мастер академии, содействовал образованию многих русских гравёров. Известен портретом великого князя Петра Фёдоровича и серией гравюр, посвящённой коронации Елизаветы Петровны.

## Биография
Учился в художественных классах при Санкт-Петербургской академии наук рисованию у Шумахера, а гравированию у Оттомара Эллигера и Христиана Альберта Вортмана. В школе последнего вскоре превзошёл не только всех своих товарищей, но даже и своего учителя.
Поэтому, в 1745 г., когда Вортман, за болезнью и слабостью, был уволен от службы в «грыдоровальном департаменте» Академии, был сделан главным мастером этого заведения. Занимая эту должность до конца своей жизни (после смерти Соколова на его место был выписан из Берлина знаменитый Г. Ф. Шмидт), он образовал многих хороших граверов и вообще в значительной степени способствовал успеху гравировального искусства в России.

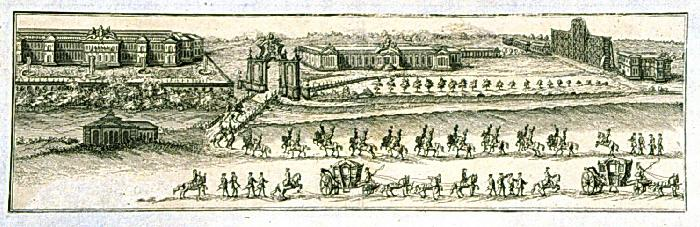
Фрагмент гравюры И. Соколова «Церемония шествия Елизаветы Петровны в Москву» из коронационного альбома

Блестящее мастерство Соколова находит применение прежде всего в парадных портретах, исполненных с живописных оригиналов. Они отмечены блеском и чистотой резца (без офортной подготовки), богатством оттенков серебристо-серого цвета и замечательным умением передачи физической сущности предметов: сверкания парчи, шелковистости горностаевой мантии, мягкости волос, холодного блеска металлических лат. В отличие от петровской гравюры в это время уже могут быть поставлены проблемы, связанные с вопросами репродуцирования, хотя просто репродукционной гравюру И. Соколова назвать нельзя. В его портретах намечаются уже и черты нового мироощущения — большая эмоциональность, даже некоторая утонченность и изящество как в технике гравирования, так и в самих образах.
Эти черты нового проявляются и в гравированных видах Петербурга. В 1753 году «под смотрением И. Соколова» были награвированы (по рисункам Михаила Махаева) двенадцать проспектов Петербурга, изданных в качестве приложения к плану столичного города. Альбом этих видов имел большой успех. Его копировали вплоть до середины XIX века в Англии, Франции, Германии в технике гравюры, рисунка, акварели, масла.
Им исполнено много прекрасных портретов, из которых самым удачным должно признать портрет великого князя Петра Фёдоровича, а также ряд изображений к описанию коронации императрицы Елизаветы Петровны (см. Коронационный альбом Елизаветы Петровны), равно как виньеток, заставок и чертежей к разным изданиям. Всех гравюр, сработанных им единолично или при участии учеников, Д. Ровинский («Полный словарь русских граверов») насчитывает 63.
Иллюстрации к изданию «Flora Rossica» («Флора России») ученого-естествоиспытателя, академика Санкт-Петербургской и Берлинской академий наук, профессора «натуральной истории» Петра Симона Палласа были созданы И. А. Соколовым, Г. А. Качаловым и их учениками в годы расцвета ботанического рисунка.

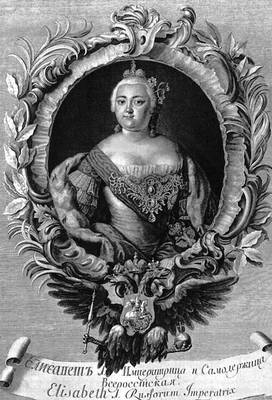
Портрет императрицы Елизаветы Петровны
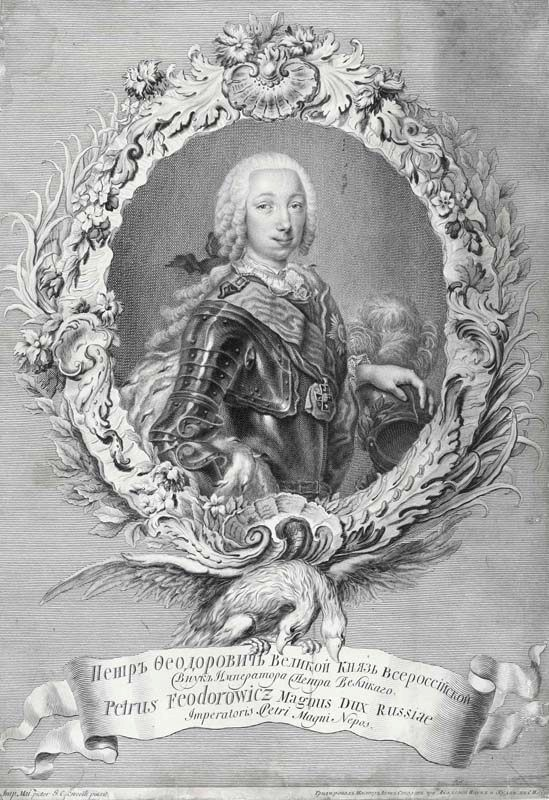
Портрет императора Петра III